# Col de Val-Louron-Azet
De Col de Val-Louron-Azet is een 1580 meter hoge bergpas in de Pyreneeën. De bergpas overbrugt een hoogteverschil van 610 m en heeft een gemiddeld stijgingspercentage van 8,5%. 
De col is gelegen in het departement Hautes-Pyrénées in de gemeente Saint-Lary-Soulan.

## Wielrennen
De Col is in de Ronde van Frankrijk al tien maal beklommen. Als eerste boven op de col waren:
- 1997:  Marco Pantani
- 1999:  Fernando Escartin
- 2001:  Laurent Jalabert
- 2005:  Laurent Brochard
- 2013:  Simon Clarke
- 2014:  Joaquím Rodríguez
- 2016:  Wout Poels
- 2018:  Julian Alaphilippe
- 2021:  Anthony Perez
- 2022:  Tadej Pogačar

## Galerij

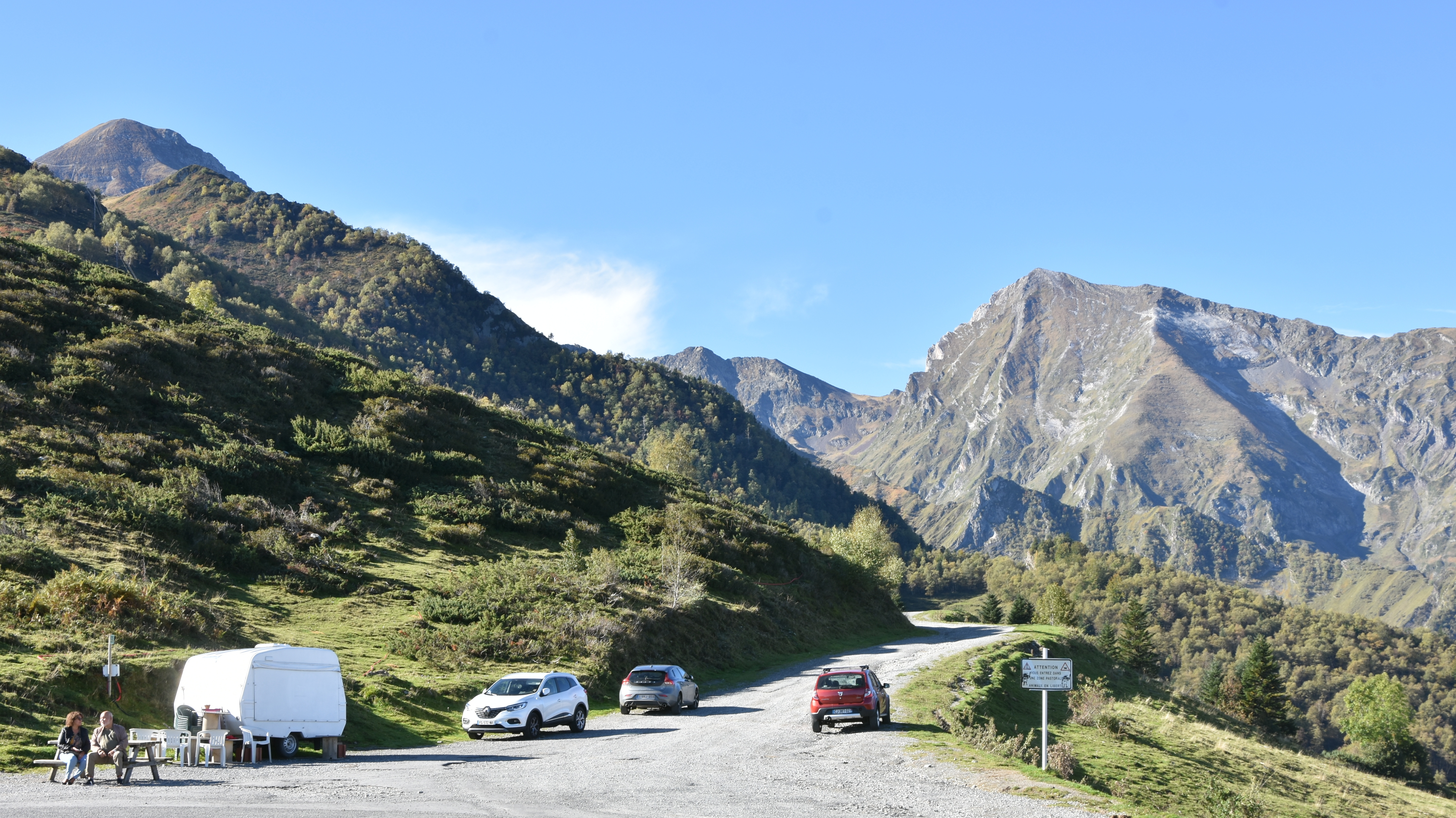
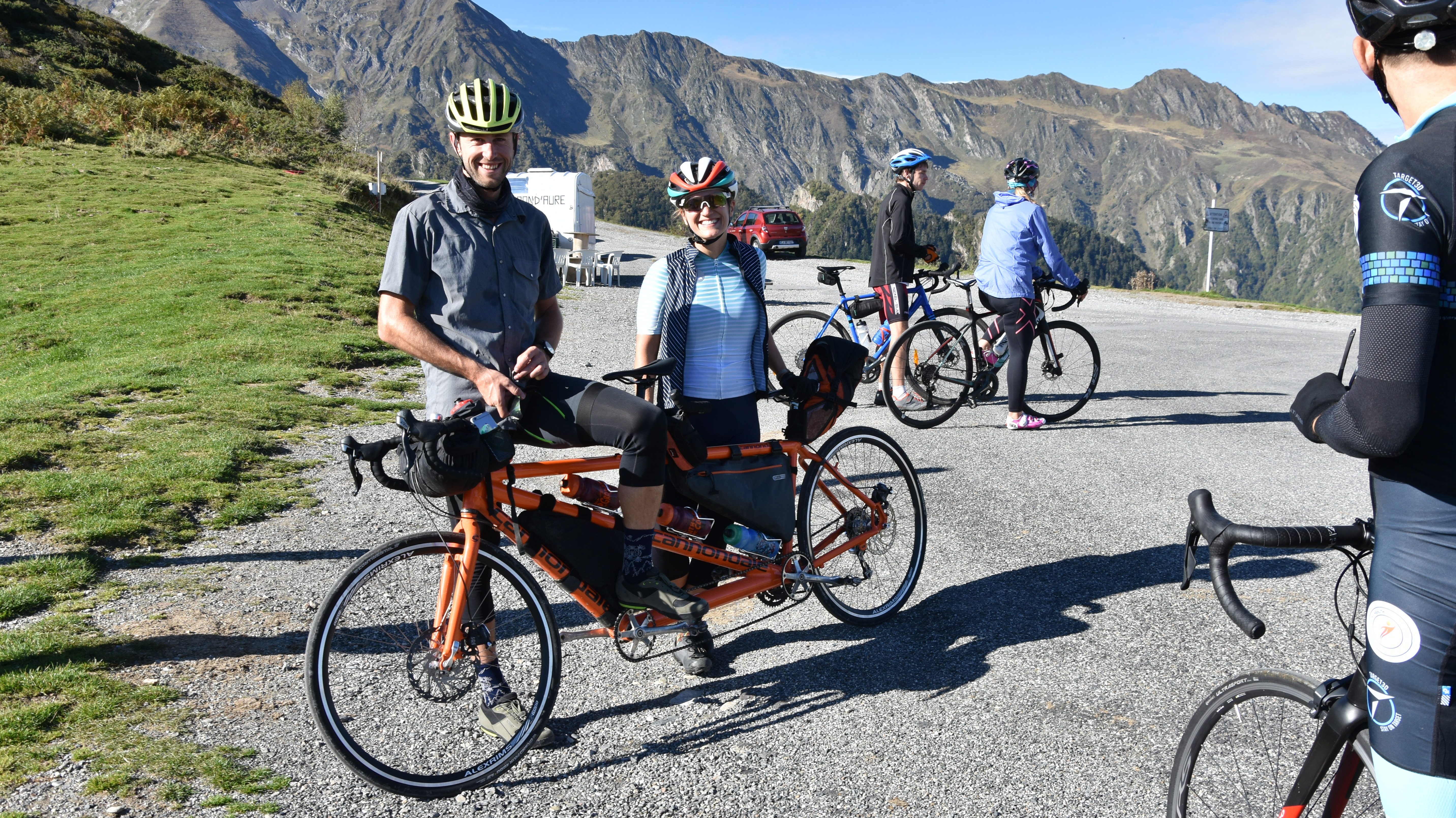
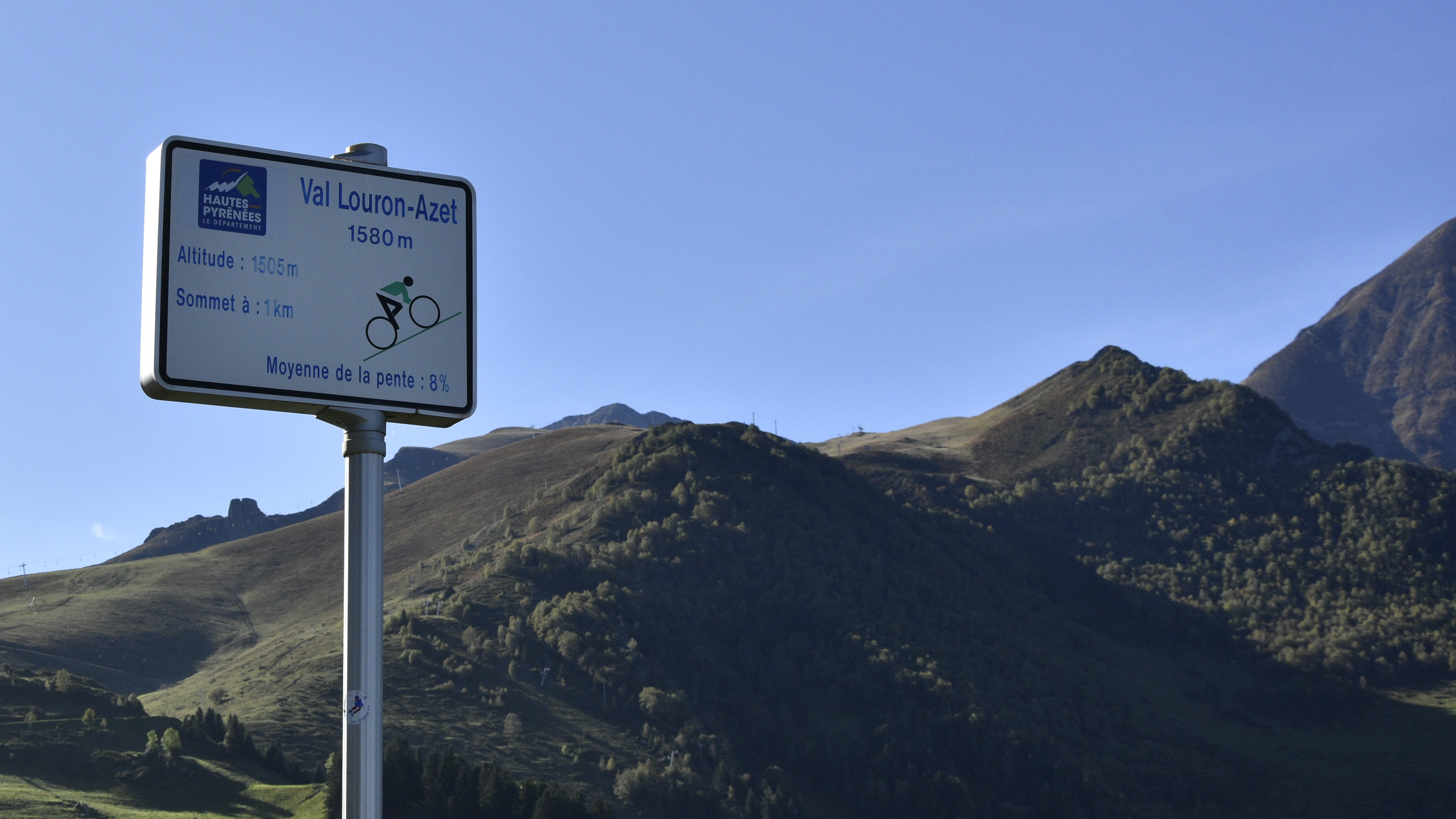
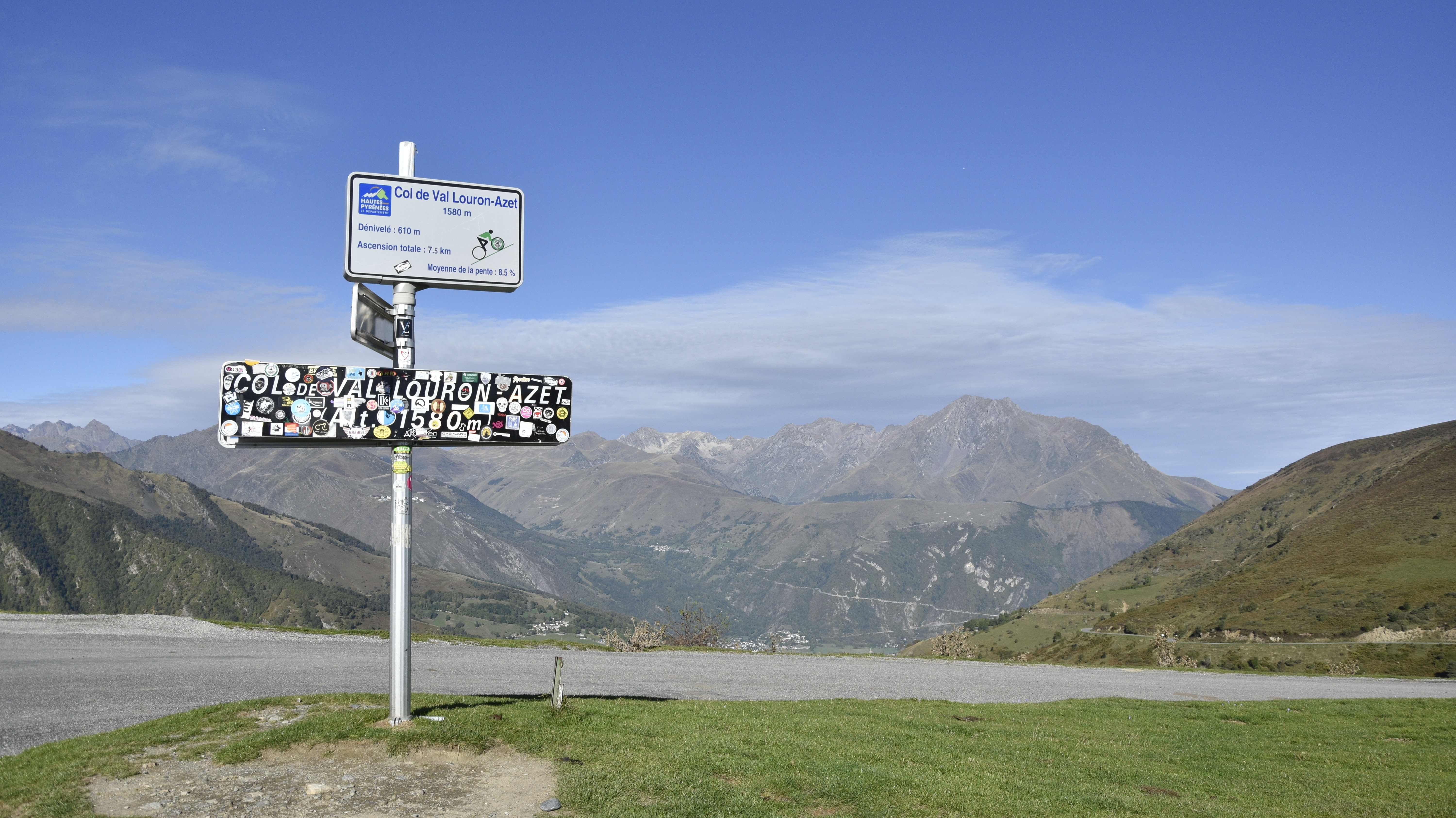
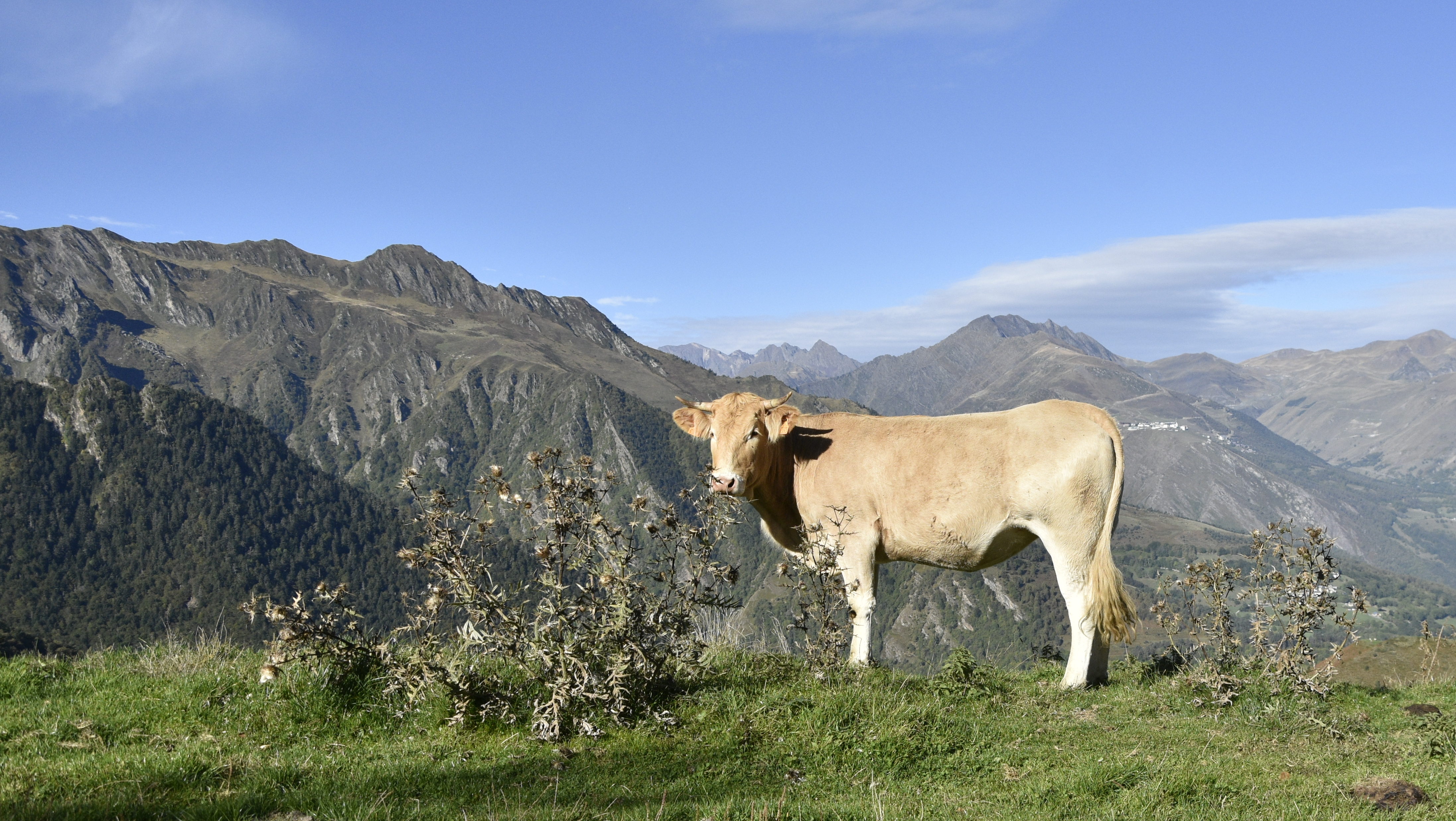